# Goddard College
Goddard College es una universidad privada de educación progresiva de artes liberales de baja residencia con tres ubicaciones en los Estados Unidos: Plainfield, Vermont; Port Townsend, Washington; y Seattle, Washington. La universidad ofrece programas de pregrado y posgrado. Con instituciones predecesoras que datan de 1863, Goddard College se fundó en 1938 como una institución educativa experimental y no tradicional basada en la idea de John Dewey de que la experiencia y la educación están estrechamente vinculadas.

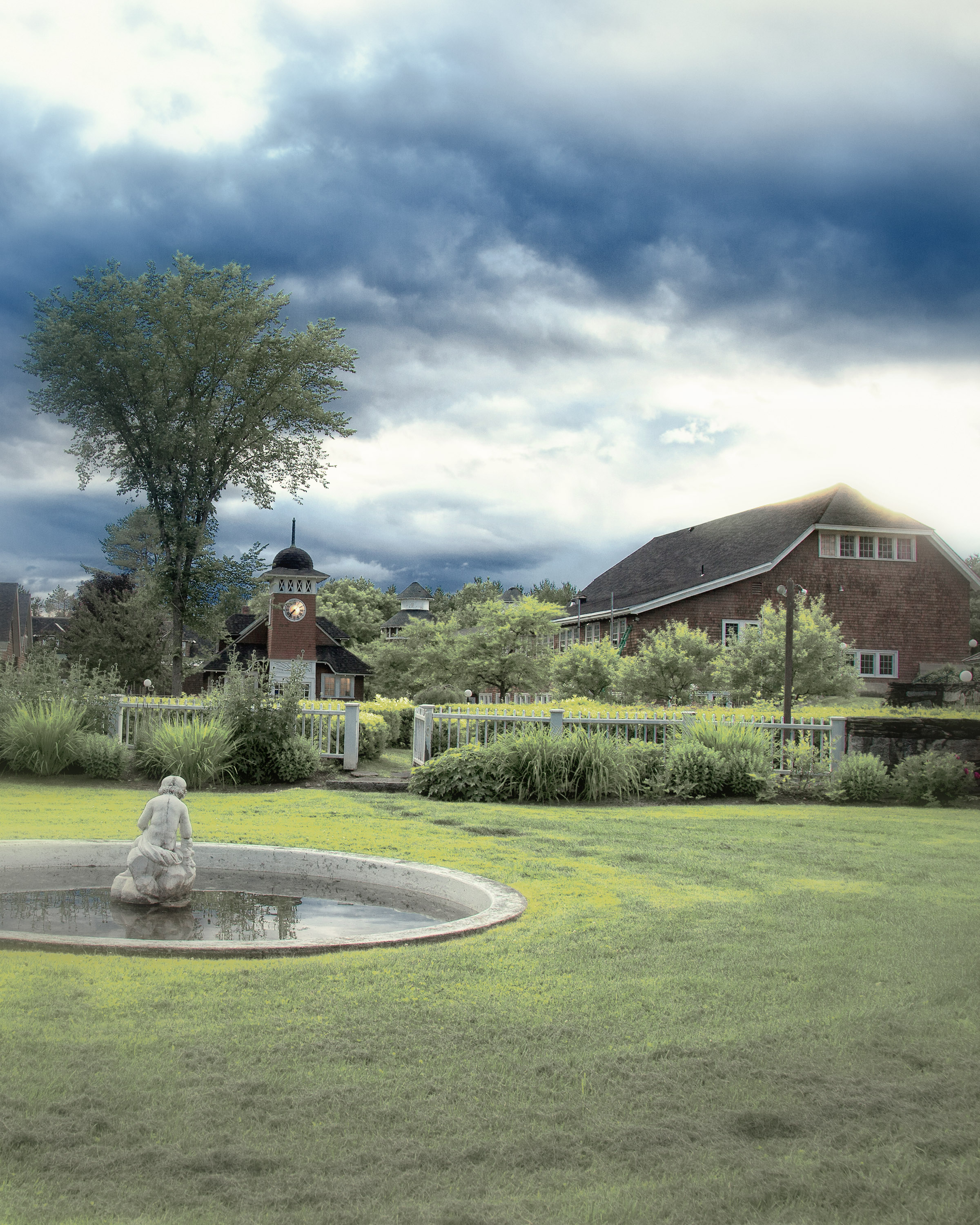
Campus Greatwood de Goddard College en Plainfield, Vermont

Goddard College utiliza un modelo intensivo de baja residencia. Desarrollado por primera vez para el MFA en el Programa de escritura creativa de Goddard, Goddard College operó una combinación de programas residenciales, de baja residencia y de aprendizaje a distancia a partir de 1963. Cuando cerró su Programa de pregrado residencial en 2002, cambió a un sistema de 100% bajo -programas de residencia. En la mayoría de estos, cada estudiante diseña un currículo único. La universidad utiliza un sistema de mentores y autodirigido por los estudiantes en el que los profesores hacen evaluaciones narrativas del progreso de los estudiantes a medida que cumplen con los criterios de grado de su programa. Goddard ofrece una Licenciatura en Artes (BA), Licenciatura en Bellas Artes (BFA), Maestría en Artes (MA), Maestría en Bellas Artes (MFA), junto con varias concentraciones y licencias. Inscribe a aproximadamente 364 estudiantes, el 30% de los cuales son estudiantes de pregrado. Emplea a 64 profesores y 50 empleados.
La universidad está acreditada por la Comisión de Educación Superior de Nueva Inglaterra.

## Historia
Goddard College comenzó en 1863 en Barre, Vermont, como el Green Mountain Central Institute . En 1870, pasó a llamarse Seminario Goddard en honor a Thomas A. Goddard (1811–1868) y su esposa Mary (1816–1889). Goddard era un destacado comerciante de Boston y uno de los primeros y más generosos benefactores de la escuela. Fundado por universalistas, Goddard Seminary fue originalmente una escuela secundaria preparatoria de cuatro años , principalmente afiliada a Tufts College. Durante muchos años el Seminario prosperó. Pero la apertura de muchas buenas escuelas secundarias públicas en el siglo XX hizo obsoletas muchas de las academias privadas de Nueva Inglaterra. Para intentar salvarlo, los fideicomisarios agregaron un Junior College al Seminario en 1935, con un graduado del Seminario, Royce S. "Tim" Pitkin, como presidente.

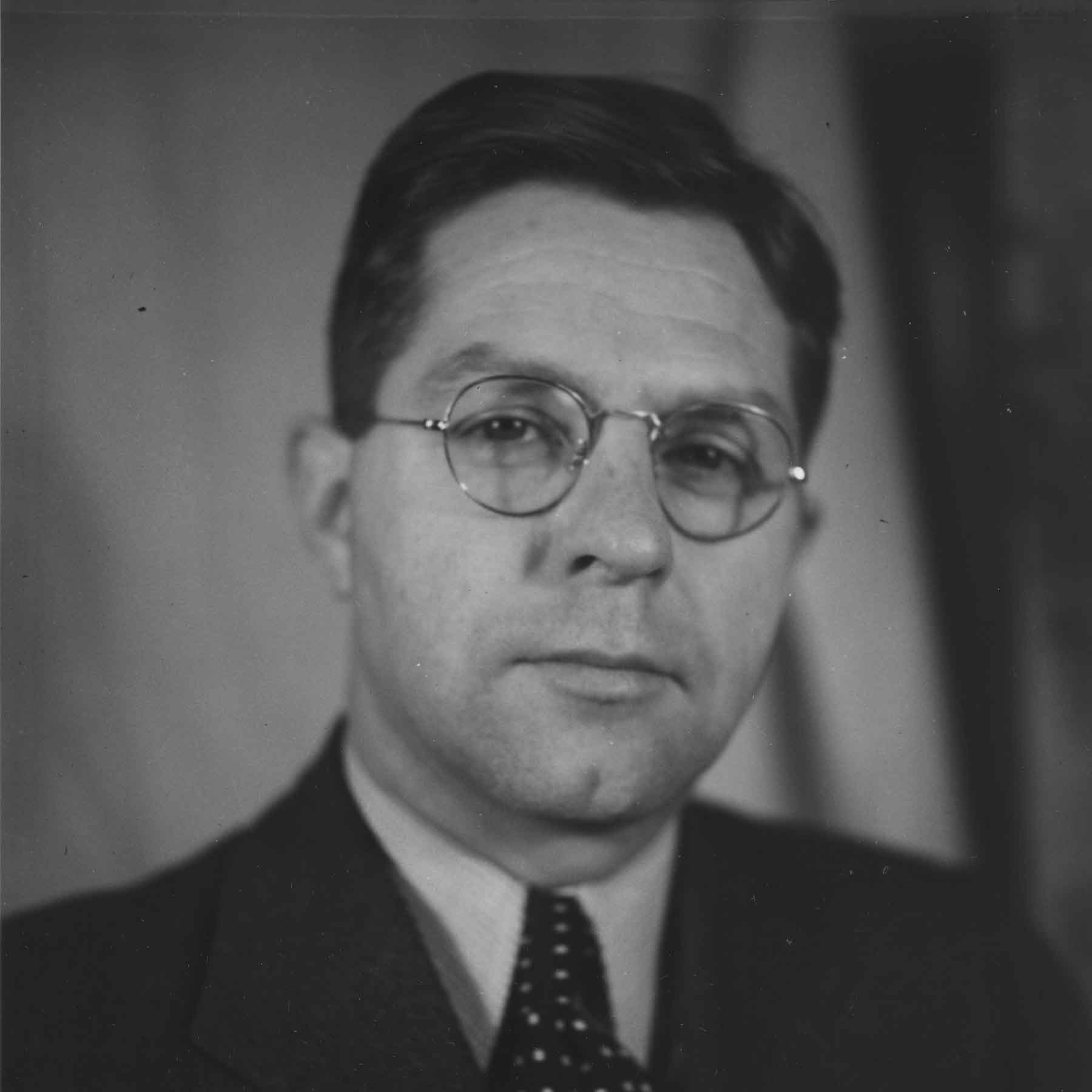
Royce S. "Tim" Pitkin, presidente de Goddard College durante 31 años

Royce S. "Tim" Pitkin fue un educador progresista y seguidor de John Dewey, William Heard Kilpatrick y otros defensores similares de la democracia educativa. En 1936, bajo su liderazgo, el Seminario concluyó que para que Goddard sobreviviera, se necesitaría crear una institución completamente nueva. Varios educadores prominentes y laicos estuvieron de acuerdo con él. Pitkin fue apoyado por Stanley C. Wilson, ex gobernador de Vermont y presidente de la Junta de Síndicos del Seminario Goddard; los senadores George Aiken y Ralph Flanders, y Dorothy Canfield Fisher.
Pitkin persuadió a la Junta Directiva para que adoptara un nuevo estilo de educación, uno que sustituyera la atención individual, la democracia y la informalidad por el modelo educativo tradicionalmente austero y autocrático. El 13 de marzo de 1938 se fundó Goddard College. En julio de 1938, el Goddard College recién formado se trasladó a Greatwood Farm en Plainfield, Vermont.
El nuevo Goddard era un colegio experimental y progresista. Durante sus primeros 21 años de funcionamiento, Goddard no estaba acreditada y era pequeña, pero se ganó la reputación de ser una de las universidades más innovadoras del país. Especialmente digno de mención fue el uso de Goddard de la discusión como método básico en la enseñanza en el aula; su énfasis en la vida entera de los estudiantes al determinar los currículos personales; su incorporación del trabajo práctico a la vida de todo estudiante; y su desarrollo de la universidad como una comunidad de aprendizaje autónoma en la que todos tenían voz.
En 1959 se acreditó el Goddard College. Uno de los principios fundamentales de Goddard fue que debería brindar oportunidades educativas para adultos. Había una gran necesidad de un programa para adultos que no habían completado la universidad, para obtener títulos sin interrumpir sus vidas familiares o carreras. El Programa de Grado para Adultos (ADP), creado por Evalyn Bates, se estableció en 1963. Fue el primer programa de educación para adultos de baja residencia en el país.
A lo largo de los años, se diseñaron muchos programas experimentales en Goddard. Estos programas incluyeron el Programa Experimental Goddard para Educación Superior, el Programa de Diseño y Construcción, el Programa Goddard Cambridge para el Cambio Social, el Programa de Estudios del Tercer Mundo, el Instituto de Ecología Social, el Programa para Padres Solteros y muchos otros.
Basado en el uso de transcripciones narrativas en lugar de calificaciones tradicionales con letras, así como planes de estudios diseñados por el alumno, Goddard fue uno de los miembros fundadores de la Unión para la Experimentación de Colegios y Universidades. Estos incluyeron Franconia, Nasson, Antioch y otros.
En 2002, después de 54 años, la universidad terminó su programa de licenciatura residencial y se convirtió en una universidad exclusivamente de baja residencia. Tres años más tarde, la universidad se expandió a la costa oeste y estableció un sitio de residencia en Port Townsend, Washington. En julio de 2011, Goddard comenzó a ofrecer su programa educativo (solo sin licencia) en Seattle, Washington.
Goddard fue puesto en libertad condicional en 2018 por la Comisión de Educación Superior de Nueva Inglaterra debido a una percepción de "[falta de] estabilidad del liderazgo ejecutivo" y preocupaciones sobre los recursos financieros de la universidad. La libertad condicional se levantó en 2020 después de que la universidad satisficiera a la comisión de que había corregido esos problemas.

## Campus

### Campus principal, Greatwood: Plainfield, Vermont
El campus en Plainfield fue fundado en 1938 en los terrenos de una granja modelo de finales del siglo XIX: The Greatwood Farm & Estate consta de edificios estilo tejas y jardines diseñados por Arthur Shurcliff. Village of Learning, que consta de once edificios de dormitorios, se construyó junto al conjunto de edificios agrícolas renovados en 1963 para acomodar a una población estudiantil en aumento. El Pratt Center & Library, diseñado para estar en el corazón de un campus más grande, se construyó en 1968.
No se ha agregado ninguna otra construcción nueva significativa al campus desde ese momento. El 7 de marzo de 1996, el campus de Greatwood fue reconocido por su importancia histórica y arquitectónica al ser incluido en el Registro Nacional de Lugares Históricos.

### Parque estatal Fort Worden, Port Townsend, campus de Washington
Un puesto del Ejército de los Estados Unidos de 1902 a 1953, gran parte del fuerte ha sido renovado y adaptado como una instalación de usos múltiples durante todo el año dedicada al aprendizaje permanente. Alberga varias organizaciones que componen el Parque Estatal Fort Worden . El fuerte está ubicado en un acantilado con vista al Estrecho de Juan de Fuca y Admiralty Inlet cerca de Port Townsend, Washington.

### Columbia City, campus de Seattle
El programa de Maestría en Educación, originalmente realizado en el programa de baja residencia basado en Plainfield, se expandió en 2011 a Columbia City, uno de los vecindarios con mayor diversidad étnica y racial de Seattle.
El programa es único porque capacita a los estudiantes en educación preescolar bilingüe. Los estudiantes pueden enfocarse en áreas tales como estudios interculturales, idioma dual, primera infancia, artes culturales y educación comunitaria, y crear su plan de estudios para cada semestre. El programa está diseñado para servir a los estudiantes que no pueden dejar a sus familias y comunidades para la residencia. El “campus comunitario” está alojado en diferentes edificios de la zona.

## Programas académicos
Cada estudiante de Goddard diseña su propio plan de estudios de acuerdo con los criterios de grado de su programa.
Además de cumplir con los criterios académicos en las materias de las artes, las humanidades, las matemáticas, las ciencias naturales y las ciencias sociales, los estudiantes de pregrado también deben demostrar pensamiento crítico y escritura, comprensión de los contextos sociales y ecológicos, autodesarrollo positivo y acción reflexiva dentro de sus procesos de aprendizaje.
La universidad utiliza un sistema de mentores y autodirigido por los estudiantes en el que los profesores emiten evaluaciones narrativas del progreso del estudiante en lugar de calificaciones. El modelo intensivo de baja residencia requiere que los estudiantes vengan al campus cada seis meses durante aproximadamente ocho días. Durante este período, los estudiantes participan en una variedad de actividades y conferencias desde temprano en la mañana hasta tarde en la noche y crean planes de estudio detallados. Durante el semestre, los estudiantes estudian de forma independiente y envían "paquetes" a sus mentores de la facultad cada pocas semanas. Cuando comenzó la educación de baja residencia en Goddard, los paquetes se componían de documentos en papel enviados por correo.
Desde los avances en Internet y la tecnología relacionada, en el siglo XXI la mayoría de los paquetes se envían electrónicamente. Pueden contener obras de arte, archivos de audio, fotografías, videos y páginas web, además de escritos. El cronograma y el formato de estos paquetes difieren de un programa a otro, y el contenido varía con la correspondencia entre cada estudiante y la facultad. El enfoque generalmente está en la investigación, la escritura y la reflexión relacionada con el plan de estudio individualizado de cada estudiante.
A intervalos regulares, los estudiantes compilan su trabajo en "portafolios de aprendizaje" para presentarlos como parte de una revisión de progreso ante una junta de profesores de programas cruzados. La junta se asegura de que el trabajo de todos los estudiantes cumpla con los criterios de grado de la universidad. Los estudiantes universitarios deben completar un estudio superior de un año, acompañado de presentaciones finales de trabajo de graduación, antes de obtener un título.

## Instalaciones

### Eliot D. Pratt Center and Library
El Centro y Biblioteca Eliot D. Pratt, ubicado en Plainfield, Vermont, sirve a toda la comunidad de Goddard College. También está abierto al público. Sus existencias contienen más de 70.000 artículos físicos y acceso a más de 20 bases de datos electrónicas. El edificio también alberga varias oficinas administrativas, una sala de archivos con artefactos desde el siglo XIX hasta el presente, una galería de arte y WGDR (91.1 FM), una estación de radio universitaria/comunitaria que presta servicios en Central Vermont desde 1973.

### Goddard College Community Radio (WGDR y WGDH)
Desde Goddard emite la Goddard College Community Radio, una estación de radio educativa basada en la comunidad, no comercial y apoyada por los oyentes. Cuenta con casi 70 programadores voluntarios que viven y trabajan en el centro y norte de Vermont y cuyas edades oscilan entre los 12 y los 78 años. WGDR, 91.1 FM, tiene licencia para Plainfield, Vermont. Su estación hermana, WGDH , 91.7 FM, tiene licencia para Hardwick, Vermont. Goddard College Community Radio es la estación de radio comunitaria no comercial más grande de Vermont; es la única estación no comercial en el estado además de la red estatal de radio pública de Vermont, que recibe fondos de la Corporación para la Radiodifusión Pública.

### Teatro Haybarn
Esta estructura fue construida originalmente como granero en 1868 por la familia Martin y fue uno de los graneros más grandes del centro de Vermont. El Haybarn se utilizó originalmente para almacenar heno, grano y ganado. En 1938, cuando Goddard College compró Greatwood Farm, comenzaron el proceso de adaptar los edificios de la granja a espacios académicos y estudiantiles. El Haybarn fue renovado para proporcionar un espacio para las artes escénicas.
Durante casi 75 años, el Teatro Haybarn ha sido un lugar donde la comunidad local y el Colegio se reúnen para disfrutar y apreciar las artes. El Haybarn alberga conferencias educativas, actuaciones estudiantiles y comunitarias, y la Serie de Conciertos de Goddard College en curso.

## Eventos notables

### Conferencia de Medios Alternativos
En junio de 1970, Goddard organizó la Conferencia de Medios Alternativos; atrajo a más de 1.600 DJs de radio y otras personas involucradas en medios independientes de todo Estados Unidos. Los presentadores destacados incluyeron al fundador de Yippie, Jerry Rubin, el líder espiritual Ram Dass, Larry Yurdin, y Danny Fields, Bob Fass y Paull Krassner de The Realist.
Atlantic Records seleccionó una lista de música de bandas emergentes e incluyó a Dr. John y J. Geils Band. La conferencia encarnó tanto el activismo político como la atmósfera de amor libre de la época: una coalición afiliada a Panther 21, The Guardian, Newsreel, Radio Free People, Liberation News Service, Media Women y The New York Rat puso juntos un paquete que destaca el lado político de los medios alternativos.
En 2013 se llevó a cabo una segunda Conferencia de medios alternativos en el campus para conmemorar el 150 aniversario de la universidad. Thom Hartmann y Ellen Ratner fueron oradores destacados.

### Comienzo de pregrado en 2014
En 2014, la clase de graduados del programa de pregrado de la universidad seleccionó al asesino convicto y ex alumno de Goddard, Mumia Abu-Jamal, como orador de graduación. Abu-Jamal, que había asistido a Goddard como estudiante universitario en la década de 1970, completó su título de Goddard en prisión por correo mientras cumplía una sentencia por el asesinato en 1982 del oficial de policía de Filadelfia Daniel Faulkner. La viuda de Faulkner criticó la selección de Abu-Jamal como orador, al igual que el senador estadounidense Pat Toomey , la Asociación de Tropas de Vermont, la Asociación de Jefes de Policía de Vermont, la Orden Fraternal de la Policía y el Departamento Correccional de Pensilvania. El presidente interino de la universidad, Bob Kenny, apoyó el derecho de los estudiantes a seleccionar un orador de su elección para la ceremonia de graduación.
El 5 de octubre, la escuela publicó el discurso de graduación pregrabado de Abu-Jamal. La policía de Filadelfia protestó porque se le dio la oportunidad de hablar.

## Referemcias
1. ↑  «President's Office - Dan Hocoy, PhD». Goddard College (en inglés estadounidense). Consultado el 10 de marzo de 2022.
2. 1 2  «Goddard College Takes a Highly Unconventional Path to Survival». www.chronicle.com. Consultado el 10 de marzo de 2022.
3. 1 2  «Goddard goes global | Times Argus». web.archive.org. 2 de julio de 2018. Archivado desde el original el 2 de julio de 2018. Consultado el 10 de marzo de 2022.
4. ↑  Archer, Leonard B (January 13, 1951). "College Governed Town Meeting Style, Its Buildings a Vermont Farm". The Christian Science Monitor.
5. ↑  «Goddard College Takes a Highly Unconventional Path to Survival». www.chronicle.com. Consultado el 10 de marzo de 2022.
6. ↑  Kiester, Ed (January 30, 1955). "The Most Unusual College in the U.S.". Parade Magazine.
7. ↑  Pitkin, Royce S. (1996). Things were different in Royce's day : Royce S. Pitkin as progressive educator : a perspective from Goddard College, 1950-1967 (1st ed edición). Adamant Press. ISBN 0-912362-17-0. OCLC 34192050. Consultado el 10 de marzo de 2022.
8. ↑  «Accreditation and Approvals». Goddard College (en inglés estadounidense). Consultado el 10 de marzo de 2022.
9. ↑  Writer, Eric Blaisdell Staff. «Goddard College optimistic while on probation». Rutland Herald (en inglés). Consultado el 10 de marzo de 2022.
10. ↑  «Goddard College on Probation». NECHE (en inglés estadounidense). 3 de diciembre de 2018. Consultado el 10 de marzo de 2022.
11. ↑  «Accreditation Vote Re-Invigorates Goddard College». Goddard College (en inglés estadounidense). 25 de septiembre de 2020. Archivado desde el original el 2 de julio de 2022. Consultado el 10 de marzo de 2022.
12. ↑  «NPGallery NRHP Archive Search». npgallery.nps.gov. Consultado el 10 de marzo de 2022.
13. ↑  Fort Worden
14. ↑  Goldberg, Danny (2008). Bumping into geniuses : my life inside the rock and roll business. Gotham Books. pp. 35-44. ISBN 978-1-59240-370-7. OCLC 220098177. Consultado el 10 de marzo de 2022.
15. ↑  Alan, Carter (2013). Radio free Boston : the rise and fall of WBCN. Northeastern University Press. ISBN 978-1-55553-826-2. OCLC 857059650. Consultado el 10 de marzo de 2022.
16. 1 2  AnOther (13 de julio de 2018). «The American Guru Who Inspired Wales Bonner S/S19». AnOther (en inglés). Consultado el 10 de marzo de 2022.
17. ↑  McMillan, John Campbell (2014). Smoking typewriters : the Sixties underground press and the rise of alternative media in America. ISBN 978-0-19-937646-9. OCLC 903697880. Consultado el 10 de marzo de 2022.
18. ↑  Roy, William G. (2010). Reds, whites, and blues : social movements, folk music, and race in the United States. Princeton University Press. ISBN 978-1-4008-3516-4. OCLC 650312779. Consultado el 10 de marzo de 2022.
19. ↑  Release, Press (18 de abril de 2013). «Thom Hartmann and Ellen Ratner to headline Goddard College Alternative Media Conference». VTDigger (en inglés estadounidense). Consultado el 10 de marzo de 2022.
20. 1 2  Donoghue, Mike. «Goddard chooses convicted cop killer for grad speaker». USA TODAY (en inglés estadounidense). Consultado el 10 de marzo de 2022.
21. ↑  Boyer, Dave. «Cop killer, former Black Panther to give commencement address at Vermont college». The Washington Times (en inglés estadounidense). Consultado el 10 de marzo de 2022.
22. ↑  News, A. B. C. «Critics Outraged Cop Killer Mumia Abu-Jamal Named College Speaker». ABC News (en inglés). Consultado el 10 de marzo de 2022.
23. ↑  «Goddard College sparks outrage with invitation to jailed cop killer Mumia Abu-Jamal - The Washington Post». web.archive.org. 9 de marzo de 2016. Archivado desde el original el 9 de marzo de 2016. Consultado el 10 de marzo de 2022.
24. ↑  «U.S. Sen. Pat Toomey joins throng criticizing Goddard's choice of Mumia Abu-Jamal as commencement speaker». pennlive (en inglés). 2 de octubre de 2014. Consultado el 10 de marzo de 2022.
25. ↑  «Mumia Abu-Jamal to Give Commencement Speech at Goddard College | Goddard College». web.archive.org. 6 de octubre de 2014. Archivado desde el original el 6 de octubre de 2014. Consultado el 10 de marzo de 2022.
26. ↑  Chang • •, David. «College Releases Mumia Abu-Jamal's Commencement Speech, Philadelphia Police Protest». NBC10 Philadelphia (en inglés estadounidense). Consultado el 10 de marzo de 2022.